# Mohammad Diop (basket-ball)
Pour les articles homonymes, voir Mohammad Diop et Diop.
Mohammad Diop, né le 12 septembre 1999, est un joueur professionnel français de basket-ball. Il évolue au poste d'ailier.

## Biographie
Formé au club de l’Élan Chalon de 2016 à 2019, Mohammad Diop atteint avec ses coéquipiers espoirs la finale du trophée du futur en 2019. Par la suite, il rejoint le club Boulazac Basket Dordogne, où il fait ses débuts dans le milieu professionnel tout en continuant d’évoluer avec les espoirs.
Il signe son premier contrat professionnel avec le club du Get Vosges en NM1 pour la saison 2020-2021. L'année suivante, il atterrit à Rennes.
En septembre 2022, après avoir été partenaire d'entraînement et réalisé une partie de la préparation avec l'ALM Évreux Basket, pensionnaire de Pro B, Mohammad Diop signe un contrat de trois mois avec le Toulouse Basket Club.
En février 2023, Mohammad s’engage avec Denain pensionnaire de Pro B jusqu’à la fin de la saison.
En janvier 2024, après avoir effectué une pige de un mois à Loon-Plage, Mohammad rejoint les rangs du Vendée Challans Basket en NM1 afin de se relancer.
Après un an et demi à Challans, ponctué d’une saison 2024-2025 remarquable tant sur le plan collectif que statistique, il contribue largement à la montée en puissance de l’équipe. En juin 2025, il devient champion de France de NM1 avec Challans et accède ainsi à l’Élite 2.

## Clubs successifs
- 2020-2021 :  Get Vosges (NM1)
- 2021-2022 :  Union Rennes Basket 35 (NM1)
- 2022 :  Toulouse Basket Club (NM1)
- 2023 :  Denain (PRO B)
- 2024:  Vendée Challans Basket (NM1)
- 2025:  Vendée Challans Basket (Élite 2)

## Palmarès
- Finaliste du Trophée du Futur : 2019[1]
- Champion de France NM1 avec le Vendée Challans Basket en 2025